# Tragus andicola
Tragus andicola är en gräsart som beskrevs av M.A.Zapater och Sulekic. Tragus andicola ingår i släktet piprensargrässläktet, och familjen gräs. Inga underarter finns listade i Catalogue of Life.